# Lễ bế mạc Đại hội Thể thao Đông Nam Á 2019
Lễ bế mạc Đại hội Thể thao Đông Nam Á 2019 diễn ra vào tối thứ tư ngày 11 tháng 12 năm 2019 tại sân vận động điền kinh thành phố New Clark ở thành phố New Clark, Capas, Tarlac.
Trong lễ bế mạc, Philippines sẽ chính thức bàn giao nhiệm vụ đăng cai Đại hội Thể thao Đông Nam Á cho Hà Nội, Việt Nam, thành phố đăng cai Đại hội Thể thao Đông Nam Á 2021. Và sự tổ chức là FiveCurrents đã tổ chức khai mạc và bế mạc cho London 2012 sẽ tiếp nhận cho lễ bế mạc này.

## Người biểu diễn
Black Eyed Peas với tư cách là một nhóm sẽ biểu diễn trong lễ bế mạc.

## Địa điểm
Sân vận động điền kinh thành phố New Clark sẽ tổ chức lễ bế mạc. Sân vận động điền kinh bản thân có thiết kế của nó được bắt nguồn từ núi Pinatubo, bằng cột trụ và mặt tiền của nó được làm từ bùn núi lửa hoặc mảnh vụn núi lửa từ núi lửa. Mái vòm của nó được làm giống với miệng núi lửa và được xác định bởi một loạt các tán cây cong. Mặt tiền chính hoặc lối vào chính được trang trí bằng các tấm kính. và các cột trụ của nó được sơn màu cam để thể hiện hoàng hôn địa phương. Các trụ cột được lấy cảm hứng từ khuôn khổ của parol, hỗ trợ cấu trúc chỗ ngồi của sân vận động cũng như mái nhà của nó.

## Quốc ca
- Lupang Hinirang, Quốc ca Cộng hòa Philippines
- Tiến quân ca, Quốc ca Cộng hòa Xã hội chủ nghĩa Việt Nam